# Erenhot Saiwusu International Airport
Erenhot Saiwusu International Airport (kinesiska: 二连浩特赛乌苏国际机场) är en flygplats i Kina. Den ligger i den autonoma regionen Inre Mongoliet, i den norra delen av landet, omkring 290 kilometer norr om regionhuvudstaden Hohhot. Erenhot Saiwusu International Airport ligger 1 005 meter över havet.
Runt Erenhot Saiwusu International Airport är det mycket glesbefolkat, med 3 invånare per kvadratkilometer. Trakten runt Erenhot Saiwusu International Airport är ofruktbar med lite eller ingen växtlighet.
Genomsnittlig årsnederbörd är 226 millimeter. Den regnigaste månaden är juni, med i genomsnitt 48 mm nederbörd, och den torraste är januari, med 2 mm nederbörd.